# Ford Starliner
Pour les articles homonymes, voir Starliner.

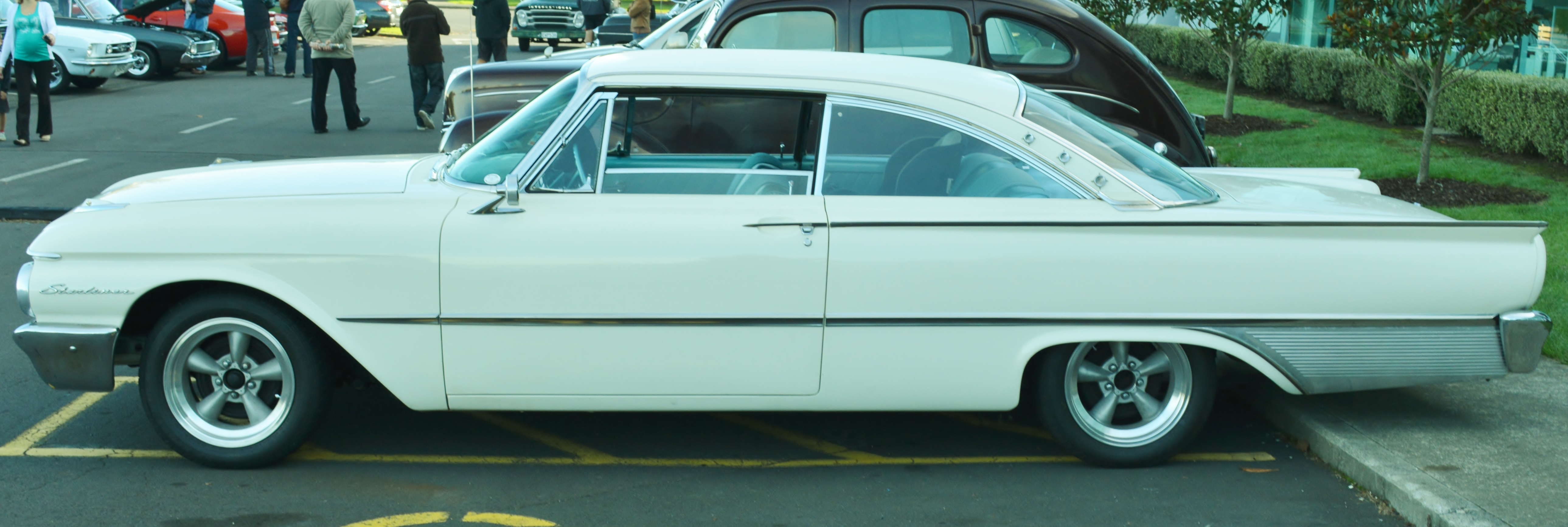
Ford Galaxie Starliner de 1961

La Ford Starliner était la version fastback de la gamme phare Ford Galaxie full-size en 1960 et 1961.
En 1960, la Starliner hardtop et la Sunliner cabriolet composaient la Galaxie Special Series. Elle était basée sur la finition haut de gamme Galaxie, mais sur le couvercle du coffre, le nom Galaxie a été remplacé par un script Starliner. En 1961, la Starliner hardtop et la Sunliner cabriolet faisaient partie de la Galaxie Series.
La Ford Starliner partage son nom avec la Studebaker Starliner de 1952-1954 et l'avion Lockheed L-1649 Starliner.
Caractérisés par leurs montants de toit minces, leur style fastback et leur aérodynamisme fuyant, elles symbolisaient le design de l'ère du jet des années 1960. Alors que les styles de carrosserie des modèles de '60 et '61 ne partagent que leurs lignes de toit et leur châssis, ils partagent le même concept de style général.
Le moteur de base des modèles de 1960 et 1961 était le vieillissant V8 Y-Block de 292 pouces cubes, avec en option le moteur 352 qui a été introduit à l'origine en 1958. En 1961, Ford proposait le nouveau moteur Thunderbird de 390 pouces cubes en trois versions avec le niveau supérieur offrant 375 chevaux. Il existait également une option de concessionnaire pour un moteur 6V de 401 chevaux, fourni avec un collecteur à trois cylindres et une configuration de carburateur dans le coffre à installer par le concessionnaire ou l'acheteur.
En 1962, la Galaxie 500 (et 500 XL) a remplacé la Starliner en tant qu'offre haut de gamme. Le nombre de Starliner construites en 1960 était de 68 641 et 29 669 ont été construites en 1961.

## Sport automobile
La Starliner offrait une plate-forme appropriée aux équipes de NASCAR pour construire leurs voitures de course. Elles ont été produites en nombre limité et en raison de leurs applications en course, peu de survivantes existent aujourd'hui. En 1962, Ford a initialement proposé un dossier incliné amovible appelé "Starlift", mais la voiture a été abandonnée après une course. Enfin, en 1963, Ford a présenté une version fastback de la Galaxie appelée «Sports Hardtop de 1963 1/2», qui comportait une ligne de toit abaissée de 1 pouce et inspirée de la NASCAR.